# Гней Маллий Максим
Гней Ма́ллий Ма́ксим (лат. Gnaeus Mallius Maximus; умер после 103 года до н. э.) — древнеримский военачальник и политический деятель, консул 105 года до н. э. Был одним из командующих римской армией в битве с германцами при Араузионе 6 октября 105 года до н. э.

## Происхождение
Гней Маллий принадлежал к незнатному роду и не имел предков-магистратов. Капитолийские фасты называют преномен его отца (тоже Гней), но не называют преномен деда; это может означать, что дед не имел римского гражданства. Таким образом, Маллий был «новым человеком» (homo novus).

## Биография
О жизни Гнея Манлия до консулата (105 год до н. э.) ничего не известно. Учитывая требования закона Виллия, можно предполагать, что не позже 108 года до н. э. Гней должен был занимать должность претора. На консульских выборах в 106 году до н. э. он одержал победу над Квинтом Лутацием Катулом, и в отсутствие дополнительной информации это вызывает удивление исследователей: Катул, «человек превосходнейших достоинств» и потомок консулов, пользовался поддержкой сильной аристократической группировки.
Коллегой Максима стал ещё один «новый человек» Публий Рутилий Руф. Гней Маллий получил командование в войне с германским племенем кимвров, угрожавшим Нарбонской Галлии. В этой провинции действовал также консул предыдущего года Квинт Сервилий Цепион — влиятельный аристократ из древнего рода и шурин Катула, который испытывал к Максиму неприязнь; виной тому могли быть как обида за зятя, так и патрицианское высокомерие. Нежелание Цепиона подчиниться Максиму, стоявшему выше в военно-политической иерархии, стало в дальнейшем причиной страшного поражения римской армии.
Осенью 105 года до н. э. кимвры вошли в долину Родана. Армии Гнея Маллия и Квинта Сервилия, защищавшие путь в Италию, расположились в разных лагерях на разных берегах реки недалеко от поселения Араузион. Когда приближающиеся германцы уничтожили отряд легата Марка Аврелия Скавра, Гней Маллий начал слать Цепиону «слёзные письма», в которых просил его объединить войска перед лицом превосходящих сил противника. Квинт Сервилий на это не согласился, но всё же перешёл реку, после чего «стал хвастаться перед воинами, что подаст помощь напуганному консулу» Посланников сената, задачей которых было организовать совместные действия двух военачальников, он не стал слушать. Правда, солдаты всё же заставили Цепиона встретиться с Максимом, но это не улучшило ситуацию: участники встречи только «со страшной ненавистью и ревностью спорили между собой».
Германцы решили продемонстрировать мирные намерения. Они отправили к римлянам послов, попросивших землю, где можно было бы осесть, сначала у Гнея Маллия, потом у Квинта Сервилия. Последний счёл оскорбительным то, что к нему обратились не в первую очередь, и обошёлся с послами очень грубо; поэтому варвары уже на следующий день (6 октября 105 года до н. э.) атаковали его лагерь. Армия Цепиона была полностью разгромлена, затем та же участь постигла и армию Максима. Германцы захватили оба лагеря. Согласно Публию Рутилию Руфу, в этот день погибло 70 тысяч римлян; согласно другим источникам — 80 тысяч военных и ещё 40 тысяч гражданских из обоза, а уцелели всего десять человек. Эти явно фантастические данные, тем не менее, говорят о масштабности понесённого поражения. В числе погибших были и двое сыновей Гнея Маллия.
Этот разгром вызвал в Риме «великую скорбь… и великий страх, как бы кимвры не двинулись через Альпы и не уничтожили Италию». Поэтому оба полководца были вскоре привлечены к суду. В глазах общества большая часть вины лежала на Цепионе, но и некомпетентность Максима тоже была очевидна. Поэтому, когда в 103 году до н. э. ему предъявил обвинение народный трибун Луций Аппулей Сатурнин, большинство присяжных проголосовало за осуждение; не помогла речь защитника Марка Антония, пытавшегося воззвать к состраданию слушателей. Гней Маллий ушёл в изгнание и больше не упоминается в источниках.

## Потомки
Род Маллиев не дал Риму больше ни одного видного политика или военного. По-видимому, у Гнея не было потомков кроме двух сыновей, погибших при Араузионе.